# Lackov
Lackov je obec na Slovensku v okrese Krupina. Žije zde 95 obyvatel, rozloha katastrálního území činí 6,68 km².

## Poloha
Obec leží na Krupinské planině v údolí potoka Litavice, který rozděluje území tvořené plochými hřbety z andezitických tufitů. Nadmořská výška se pohybuje v rozmezí 450 až 577 m, střed obce je ve výšce 480 m n. m. Povrch je odlesněný, jen na strmějších úbočích jsou dubové lesíky.

## Historie
První písemná zmínka o obci pochází z roku 1341, kdy je uváděna jako Lyzkou. Další historické názvy: v roce 1350 Lyzka, 1396 Lechko, 1469 Lezkowcz, 1516 utriusque Leczko, 1773 Lackowo, 1920 Lackov; maďarsky Laczkó, Lászlód. Obec byla v majetku rodu Balašovců a po roce 1437 proboštství Bzovíkovskému. V 16. století byla pod okupací Turků. V roce 1828 celkem 233 obyvatel žilo v 39 domech. V meziválečném období hlavní obživou bylo zemědělství, dřevorubectví a povoznictví. Během SNP se zapojili do obrany území. V roce 1960 byl Lackov včleněn do okresu Zvolen, byl zrušen Místní národní výbor a vytvořen pouze Občanský výbor pod MNV Senohrad. V roce 1990 se obec osamostatnila.

## Farnost
Římskokatolická farnost Lackov je filiální farností Senohrady. Od roku 2008 patří pod děkanát Krupina, banskobystrické diecéze.
V roce 1994 byly zahájeny stavební práce na novém kostelíku Svaté rodiny. V roce 1997 byl vysvěcen. V interiéru se nachází obraz Svaté rodiny od akademického malíře Stanislava Dusíka. Obraz byl požehnán v roce 1998 papežem Janem Pavlem II.
V obci se nachází vesnická zvonice z konce 19. století. Jedná se o jednolodní zděnou stavbu na obdélníkovém půdorysu s barokní helmicí s lucernou.